# Шах Исмаил (опера)
«Шах Исмаил» (азерб. شاه اسماعیل, современное написание на латинице — Şah İsmayıl) — мугамная опера азербайджанского композитора Муслима Магомаева в 6 действиях и 7 картинах, сочинённая с 1915 по 1919 год (по другим данным — в 1916). Либретто (на азербайджанском) и текст поэта Мирзы Кадыра Исмаилзаде (псевдоним Вюсаги) по легенде о юном шахе Исмаиле.
Премьера оперы состоялась 7 (20) марта 1919 года в Баку, в бенефис Гусейнкули Сарабского (Рзаева). Дирижировал сам Магомаев, режиссёр Гусейн Араблинский (Халафов). В ролях выступили: Шах Исмаил — Г. К. Сарабский; Аслан шах — М. Х. Терегулов; Гюльзар — Гусейнага Гаджибабабеков.
Вторая редакция была создана в 1924 году. Премьера состоялась 3 декабря 1924 в Баку, в Тюркском государственном театре. Дирижировал Муслим Магомаев. Постановщик А. А. Туганова. В ролях выступили: Шах Исмаил — Гусейнкули Сарабский; Аслан шах — М. Х. Терегулов; Гюльзар — Хуршид Каджар. 20 ноября 1929 в Баку. Дирижировал опять же Магомаев. Режиссёр Аббас Мирза Шарифов. Художники С. С. Сережин и В. В. Роберг. В ролях выступили: Шах Исмаил — Г. А. Гаджибабабеков; Гюльзар — Хуршид Каджар.
В 1930 году — 3-я редакция оперы. Премьера состоялась в 1947 году в Баку. Дирижёр — Ахад Исрафилзаде.

## Действующие лица
- Шах Исмаил (тенор)
- Аслан шах, его отец (баритон)

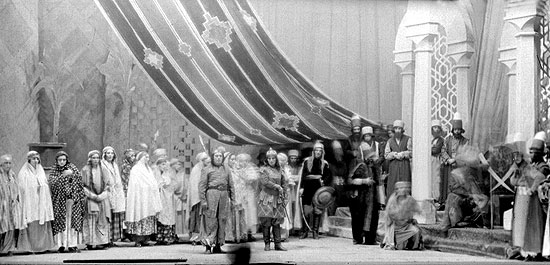
Сцена из оперы в 1929 году. Реж. А. М. Шарифов

- Гюльзар, арабская красавица, возлюбленная шаха Исмаила (сопрано)
- Араб Зенги, девушка-отшельница (меццо-сопрано)
- Ибн Таир (бас)
- Визирь (тенор)
- Абу Гамза, богатый купец-бедуин (тенор)
- Араб (бас)
- Раммал (тенор)
- Путешественник (тенор)
- Разбойник (тенор)
- Арабские воины, придворные, гости на свадьбе.

## Видео
- Смотреть оперу «Шах Исмаил» сайт YouTube
- Внук Муслим Магомаев — Ария Асланшаха из оперы деда «Шах Исмаил» сайт YouTube